# 波斯尼亚教会
波斯尼亚教会是中世纪波斯尼亚和黑塞哥维那境內的一个從基督教分裂出來的教會，而且也不隸屬於天主教會和東正教會，二者都视波斯尼亚教会被为异端。波斯尼亚教会於11世紀形成，15世紀末奥斯曼帝国征服波斯尼亚和黑塞哥维那後波斯尼亚教会基本消亡。